# Un matin comme les autres (film, 1959)
Pour le film français, voir Un matin comme les autres (film, 1957).
Pour plus de détails, voir Fiche technique et Distribution.
Un matin comme les autres (titre original : Beloved Infidel) est un film américain réalisé par Henry King, adaptation du récit autobiographique de la journaliste Sheilah Graham, dernier amour de l'écrivain Francis Scott Fitzgerald. Le film est sorti sur les écrans américains en 1959.
Henry King y cite son propre film, L'Incendie de Chicago, dont on voit en studio une séquence reconstituée.

## Synopsis
Les relations amoureuses et les rapports compliqués de la journaliste Sheilah Graham (en) avec le romancier Francis Scott Fitzgerald.

## Fiche technique
- Titre original : Beloved Infidel
- Titre français : Un matin comme les autres
- Réalisation : Henry King
- Assistant réalisateur : Stanley Hough
- Scénario : Sy Bartlett, d'après le récit de Sheilah Graham
- Photographie : Leon Shamroy - Couleurs
- Montage : William Reynolds
- Musique : Franz Waxman
- Son : Stéréo 4 pistes magnétiques
- Décors : Eli Benneche, Walter M. Scott
- Costumes : Bill Thomas
- Producteur : Jerry Wald
- Société de production : Jerry Wald Productions (The Company of Artists)
- Société de distribution : 20th Century Fox
- Genre : Film dramatique, Film biographique
- Durée : 123 minutes (2 h 3)
- Pays de production :  États-Unis
- Dates de sortie :
  - États-Unis : 17 novembre 1959
  - France : 2 mars 1960

## Distribution
- Gregory Peck (VF : Marc Valbel) : Francis Scott Fitzgerald
- Deborah Kerr (VF : Jacqueline Porel) : Sheilah Graham
- Eddie Albert (VF : Serge Nadaud) : Bob Carter
- Philip Ober (VF : André Valmy) : John Wheeler
- Herbert Rudley (VF : Claude Péran) : Stan Harris
- John Sutton : Lord Donegall
- Karin Booth : Janet Pierce
- Ken Scott (VF : Jean-Claude Michel) : Ted Robinson

### Acteurs non crédités
- Cindy Ames : Miss Bull
- Don Anderson : le participant à l'avant-première
- Jim Hayward (VF : Jean Clarieux) : Smedley Jones
- A. Cameron Grant (VF : Paul Villé) : Fred Johnson
- Frank Gerstle (VF : Richard Francœur) : Frank, le reporter
- Dan White (VF : Gérard Férat) : le libraire
- Mary Jane Saunders (VF : Michèle Bardollet) : l'étudiante jouant le rôle de Kismine dans Un diamant gros comme le Ritz
- Mary Ellen Popel (VF : Thérèse Rigaut) : Miss Clayton, la secrétaire
- Ted Jordan (VF : Jacques Deschamps) : le réalisateur de la station radiophonique
- Harry Denny (VF : Raymond Rognoni) : Sam Foster
- Jack Kruschen (VF : Fernand Rauzena) : Darby Forsythe (M. de Montfort l'Amaury en VF)
- Jonathan Hole (VF : Camille Guérini) : Dr Hoffman

## Autour du film
- Dans cette biographie indirecte de Francis Scott Fitzgerald[1], située à Hollywood dans les années trente, l'une des scènes est extraite du tournage du film, L'Incendie de Chicago, réalisé en 1937 par Henry King lui-même. Tom Greenway incarne le rôle du cinéaste. « La réapparition du film de 1937 ranime la sensation d'une cohérence et de pièces qui s'emboîtent » à l'intérieur d'une œuvre « dont les scènes lyriques évoquent la dérive des êtres »[2].